# Lemonade Mouth (trilha sonora)
Lemonade Mouth é uma trilha sonora lançada pela cantora de música pop estadunidense Bridgit Mendler junto com o elenco do filme com mesmo título em 12 de abril 2011 pela Walt Disney Records. O álbum alcançou a posição de número quatro na Billboard 200 e vendeu um total de 417 mil cópias apenas nos Estados Unidos. Três singles foram lançados pelo disco: "Somebody", interpretada por Bridgit Mendler, que alcançou a posição de número oitenta e nove na Billboard Hot 100, "Determinate", também interpretada pela cantora em parceria com Adam Hicks, que atinge o pico cinquenta e um, além de oitenta e dois no Canadá, e "Breakthrough", interpretada pelo elenco de Lemonade Mouth, conquistando a posição oitenta e oito nos Estados Unidos.

## Contexto e desenvolvimento

### Sonoridade e interpretações
O álbum abrange gêneros musicais de música pop e rock, trazendo também dirivações especificas em cada faixa como teen pop, punk pop, hip-hop, pop rock. A interpretação das faixas é gravada na maior parte por Bridgit Mendler, que canta sete das dez faixas do álbum, sendo três como solista — "Turn Up the Music", "Somebody" e "Determinate" — e quatro junto o elenco do filme, como vocalista principal — "Here We Go", "More Than a Band", "Breakthrough" e "Livin' on a High Wire". Ainda há duas canções do disco interpretadas por Chris Brochu, "And the Crowd Goes" e "Don't You Wish You Were Us?", e uma por Naomi Scott como solista, "She's So Gone". Uma versão especial do álbum foi lançada nos Estados Unidos contendo o videoclipe da faixa "Somebody".

### Composição e temática
Os temas envolvidos nas composições focam principalmente assuntos habituais adolescente como a busca pela auto-estima, a amizade, os desdobramentos das paixões, seguir os próprios sonhos e a auto-confiança. A composição das faixas do álbum ficou a cargo de Adam Watts, Andy Dodd, Lindy Robbins, Reed Vertelney, Jeannie Lurie, Aris Archontis, Chen Neeman, Niclas Molinder, Joacim Persson, Johan Alkenas, Charlie Mason, Ebony Burks, Ali Dee, Vincent Alfieri, Zach Danziger, Matthew Tishler, Shane Stevens, Tom Leonard, Bryan Todd, Maria Christensen, Shridhar Solanki, Windy Wagner, Ken Stacey, David Walsh, Joleen Belle, além do próprio cantor Adam Hicks. A produção musical foi realizada Adam Watts, Andy Dodd, Reed Vertelney, Jeannie Lurie, Aris Archontis, Chen Neeman, Ali Dee, Matthew Tishler, Bryan Todd, além da equipe sueca responsável por trabalhos com Ashley Tisdale e Dannii Minogue.

## Recepção da crítica
| Críticas profissionais | Críticas profissionais |
| Avaliações da crítica  | Avaliações da crítica  |
| Fonte                  | Avaliação              |
| ---------------------- | ---------------------- |
| Allmusic               | 3 de 5 estrelas.       |
| Disneydream            | Positivo               |
| Common Sense           | 5 de 5 estrelas.       |
| St. Louis Music Press  | Positivo               |
| Modoration             | Positivo               |
| Family Go              | Positivo               |

O Allmusic destacou que o álbum soube explorar os temas adolescente nas composições, aliando-os à sonoridade teen pop, declarando que Bridgit Mendler "reproduz com êxito uma mistura do romantismo dos Jonas Brothers com a angústia quase-rebelde do início da carreira de Avril Lavigne. É melhor que os hinos inspirados em salas de aula da franquia High School Musical". O portal Disneydream fez uma avaliação detalhada de cada canção, destacando principalmente "Somebody", em que declarou que Bridgit Mendler tinha uma grande voz e a faixa trazia uma bela mensage, "Determinate", que disse ser a mais animada e contagigante, "More Than A Band" e "Breakthrough", que descreveu como as melhores faixas do disco. O Family Go destacou que o álbum passava grandes mensagens de auto-confiança, declarando também a influência dos rock dos anos 90 na sonoridade.
| “ | É uma doce e refrescante pausa de tudo que a Disney lançou antes de música pop. O estilo de canções aqui é focado nos anos 90, que lembra bandas como Red Hot Chili Peppers ("And the Band Goes" e "Don't Ya Wish U Were Us?") e The B-52s ("Here We Go"), além dos comerciais synthpop e folk rock como nas músicas "Somebody" e "More Than a Band". Apesar dos diversos estilos, as canções são todas igualmente divertidas e contagiantes. A musicalidade e os vocais são sólidos, Bridgit Mendler e Adam Hicks estão prontos para se tornarem as próximas grandes estrelas da Disney. | ” |

O portal Modoration declarou que a trilha sonora agradaria os amantes de música pop de todas as idades, destacando Bridgit Mendler como o grande talento por trás das faixas, dizendo que sua voz era realmente boa. O jornal St. Louis Music Press declarou que "Desde a balada "More Than a Band" até as otimistas "She's So Gone" e "Here We Go", canções que vão fazer você se mexer com sua marca de rock cheio de energia, o CD está refleto de músicas suculentas".

## Faixas
| N.º | Título                                | Compositor(es)                                                                         | Artista             | Duração |  |
| 1.  | "Turn Up the Music"                   | Adam Watts, Andy Dodd                                                                  | Bridgit Mendler     | 2:56    |  |
| 2.  | "Somebody"                            | Lindy Robbins, Reed Vertelney                                                          | Bridgit Mendler     | 3:28    |  |
| 3.  | "And the Crowd Goes"                  | Jeannie Lurie, Aris Archontis, Chen Neeman                                             | Chris Brochu        | 2:47    |  |
| 4.  | "Determinate" (featuring Adam Hicks)  | Niclas Molinder, Joacim Persson, Johan Alkenas, Charlie Mason, Ebony Burks, Adam Hicks | Bridgit Mendler     | 3:18    |  |
| 5.  | "Here We Go"                          | Ali Dee, Vincent Alfieri, Zach Danzig                                                  | Lemonade Mouth cast | 2:53    |  |
| 6.  | "She's So Gone"                       | Matthew Tishler, Shane Stevens, Christensen                                            | Naomi Scott         | 3:06    |  |
| 7.  | "More Than a Band"                    | Jeannie Lurie, Aris Archontis, Chen Neeman                                             | Lemonade Mouth cast | 2:40    |  |
| 8.  | "Don't You Wish You Were Us"          | Tom Leonard, Lindy Robbins, Reed Vertelney                                             | Chris Brochu        | 3:19    |  |
| 9.  | "Breakthrough"                        | Bryan Todd, Maria Christensen, Shridhar Solanki, Adam Hicks                            | Lemonade Mouth cast | 3:27    |  |
| 10. | "Livin' on a High Wire" (faixa bônus) | Windy Wagner, Ken Stacey, David Walsh, Joleen Belle, Adam Hicks                        | Lemonade Mouth cast | 2:38    |  |

## Singles
- "Somebody": primeiro single, lançado em 4 de março de 2011 e interpretado por Bridgit Mendler. Atingiu a posição oitenta e nove na Billboard Hot 100 e doze no Top Heatseekers[12].
- "Determinate": segundo single lançado do álbum em 15 de abril de 2011, interpretado por Bridgit Mendler com a participação de Adam Hicks. A canção alcançou a posição cinquenta e um na Billboard Hot 100, vinte e oito na Billboard Digital Songs e a primeira colocação no Top Heatseekers[12].
- "Breakthrough": terceiro single do disco, lançado em 2 de maio de 2011, sendo o único interpretado por todo o elenco de Lemonade Mouth. Atingiu a posição oitenta e oito na Billboard Hot 100 e onze no Top Heatseekers[12].

## Desempenho nas tabelas
O álbum estreou na posição dezoito da Billboard 200, nos Estados Unidos, em 17 de abril de 2011 com um total de 20 mil cópias na primeira semana. Em 24 de abril, a disco subiu para a quarta posição, com um total de vendas de 70 mil cópias naquela semana. O álbum fechou o ano de 2011 com um total de vendas de 364 mil cópias apenas nos Estados Unidos.
| Parada (2011)                              | Posição |
| ------------------------------------------ | ------- |
| Austrália — Australian Albums Chart        | 71      |
| Áustria — Austrian Albums Chart            | 38      |
| Bélgica — Belgium Albums Chart             | 25      |
| Espanha — Spanish Albums Chart             | 38      |
| Estados Unidos — Billboard 200             | 4       |
| Estados Unidos — Billboard Kid Albums      | 1       |
| Estados Unidos — Billboard Top Soundtracks | 1       |
| Estados Unidos — Billboard Digital Albums  | 3       |
| Países Baixos — MegaCharts                 | 79      |
| Polónia — Polish Albums Chart              | 26      |

| Parada (2011)                    | Posição |
| -------------------------------- | ------- |
| Estados Unidos — Billboard 200   | 87      |
| Estados Unidos — Kid Albums      | 3       |
| Estados Unidos — Top Soundtracks | 7       |

## Histórico de lançamento
| Local          | Data                  | Formato              | Gravadora           |
| -------------- | --------------------- | -------------------- | ------------------- |
| Estados Unidos | 12 de abril de 2011   | CD, download digital | Walt Disney Records |
| Canadá         | 12 de abril de 2011   | CD, download digital | Walt Disney Records |
| Austrália      | 20 de maio de 2011    | CD, download digital | Walt Disney Records |
| Reino Unido    | 9 de setembro de 2011 | CD, download digital | Walt Disney Records |